# Cari Read
Cari Read (* 4. September 1970 in Edmonton) ist eine ehemalige kanadische Synchronschwimmerin.

## Erfolge
Cari Read gewann 1991 bei den Weltmeisterschaften in Perth im Mannschaftswettbewerb ebenso Silber wie drei Jahre später bei den Weltmeisterschaften in Rom. Dazwischen sicherte sie sich 1993 beim Weltcup in Lausanne im Duett mit Karen Fonteyne Bronze. 1995 belegte sie mit der Mannschaft bei den Panamerikanischen Spielen in Mar del Plata ein weiteres Mal den zweiten Platz. Ein Jahr darauf gehörte Read auch zum kanadischen Aufgebot bei den Olympischen Spielen 1996 in Atlanta. Zusammen mit Karen Clark, Sylvie Fréchette, Janice Bremner, Erin Woodley, Christine Larsen, Valérie Hould-Marchand, Karen Fonteyne und Lisa Alexander gelang ihr im Mannschaftswettbewerb mit 98,367 Punkten das zweitbeste Ergebnis des Wettkampfs, womit die Kanadierinnen hinter der mit 99,720 Punkten siegreichen Mannschaft der Vereinigten Staaten erneut die Silbermedaille gewannen. Bronze ging an Japan mit 97,753 Punkten.
Kurz nach den Spielen beendete sie ihre Karriere und schloss 2001 ein Studium der Kinesiologie an der University of Calgary ab. 2006 wurde Read in die Alberta Sports Hall of Fame aufgenommen.